# ポール・ワイツ (宇宙飛行士)
ポール・ワイツ(Paul Joseph Weitz、1932年7月25日-2017年10月22日)は、アメリカ海軍の士官、飛行士、航空機技術者、テストパイロットであり、アメリカ航空宇宙局(NASA)の宇宙飛行士である。2度宇宙を訪れた。スカイラブ計画の初めての有人ミッションであるスカイラブ2号の3人の乗組員の1人であった。また、スペースシャトル・チャレンジャーの処女飛行であるSTS-6で船長を務めた。

## 人生
ワイツは、1932年にペンシルベニア州エリーで生まれた。工学の修士号を取り、海軍飛行士となった。その後、宇宙飛行士となり、スカイラブとスペースシャトルで2度宇宙を訪れ、後にNASAの役人となった。

### 生い立ちと教育
マッキンリー小学校に通った後、1949年にペンシルベニア州ハーバークリークにあるハーバークリーク高校を卒業生総代として卒業した。後にこの高校の競技場は、彼の名前に因んで名付けられた。1954年にペンシルベニア州立大学で航空宇宙工学の学士号を取った。大学では、ベータ・シータ・パイ・フラタニティのアルファ・ウプシロン支部に所属した。10年後、カリフォルニア州モントレーの海軍大学院で航空宇宙工学の修士号を取った。

### 飛行経験
ペンシルベニア州立大学の海軍予備役将校訓練課程で少尉の階級を得て、1年間、駆逐艦に乗り、その後、飛行訓練を受けて、1956年9月に海軍飛行士となった。様々な海軍航空団に配属された後、1966年に宇宙飛行士に選ばれた。合計、7700時間以上の飛行経験を持ち、そのうち6400時間がジェット機のものである。

### NASAでのキャリア

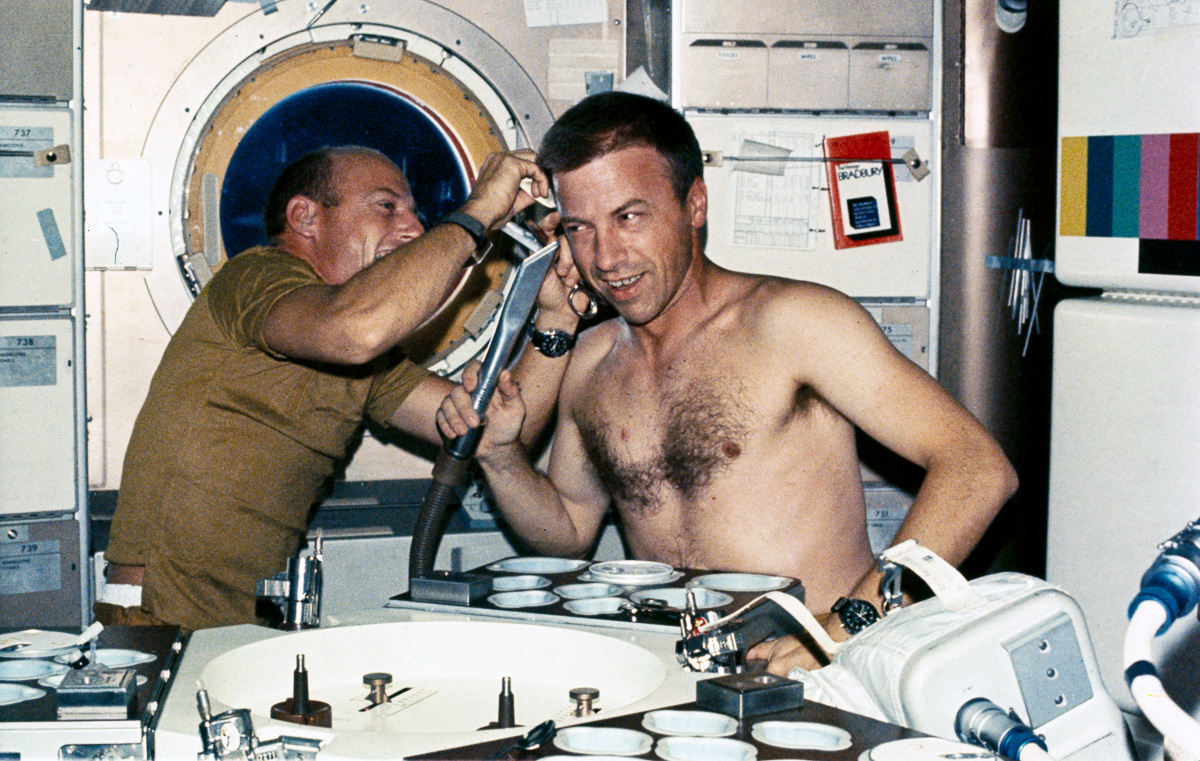
Skylab 2 Commander Pete Conrad trims Weitz's hair in Skylab's crew quarters

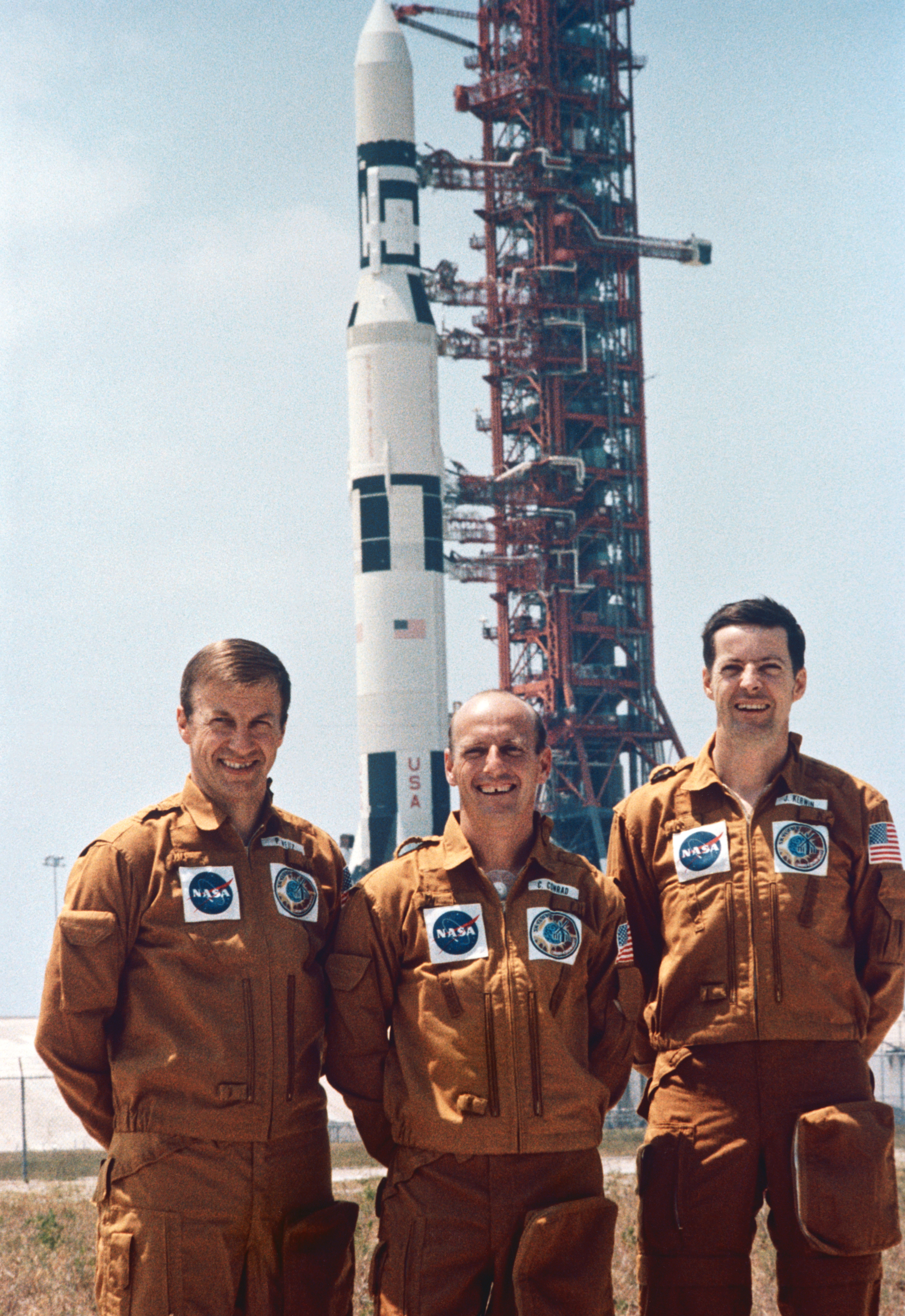
Paul J. Weitz, (left) Charles "Pete" Conrad Jr. (middle); and Joseph P. Kerwin (right); America's first space station crew would spend 28 days in space

1966年4月、ワイツはNASAが"Astronaut Group 5"として選んだ19人の宇宙飛行士の1人となった。5月25日に打ち上げられ、6月22日に着水したスカイラブ2号ではパイロットを務めた。スカイラブ2号は、スカイラブ計画の初めての有人ミッションであった。ミッションは28日間で、これは当時の記録であった。ワイツと他の2人の乗組員（ピート・コンラッド及びジョセフ・カーウィン）は、無人打上げの際に受けた深刻な機体の損傷に対して前例のない大規模な修理を行い、スカイラブ計画全体を救った。また、このミッションで、2時間11分の船外活動も経験した。NASAの通常の乗組員配属計画では、ワイツは中止されたアポロ20号の司令船操縦士に配属されるはずだった。
1976年、ワイツはNASAを退職して海軍に戻ったが、NASAに戻り、50歳を過ぎてスペースシャトル・チャレンジャーの処女飛行に参画した。

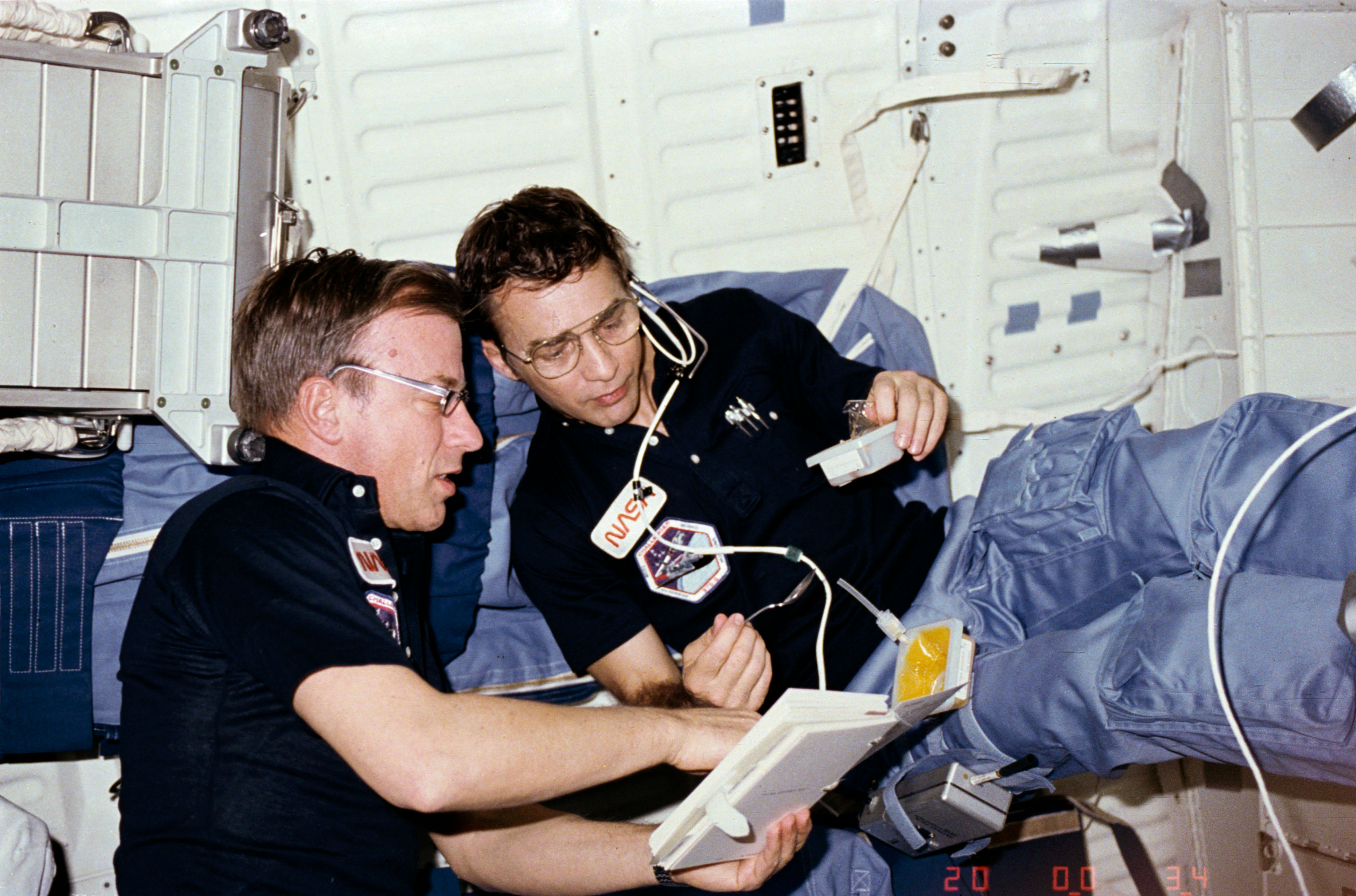
Weitz and Donald H. Peterson (right) aboard Space Shuttle Challenger during the STS-6 mission

STS-6では船長を務め、1983年4月4日にフロリダ州のケネディ宇宙センターから打ち上げられた。ミッションの間、乗組員は、材料生成、雷の記録、IUS/TDRSの展開等を行い、また将来の船外活動に備えた様々なサポートシステムや機器の試験や3つのGetaway Specialの運搬のために船外活動も行った。5日間のミッションの後、1983年4月9日にカリフォルニア州のエドワーズ空軍基地に着陸した。ワイツの宇宙滞在時間は、合計793時間になった。
1994年5月にNASAに戻ると、ワイツは、ジョンソン宇宙センターの副所長を務めた。

### 私生活と死去
ハーバークリーク出身のスザンナ・M・ベリーと結婚し、2人の子供がいる。
趣味は、狩りと釣りである。
引退後は、2017年10月22日に骨髄異形成症候群により85歳で死去するまで、アリゾナ州に住んだ。